# Aleksandr Malejev
Aleksandr Malejev (ryska: Александр Иванович Малеев), född  7 juli 1947 i Voronezj, Ryssland, död 3 juni 2023 i Minsk, var en sovjetisk gymnast.
Han ingick i det sovjetiska lag som tog OS-silver i lagmångkampen i samband med de olympiska gymnastiktävlingarna 1972 i München.